# Дрчна
Дрчна (енгл. Moxie) амерички је драмедијски филм из 2021. године, у режији Ејми Полер, по сценарију Тамаре Честне и Дилан Мајер. Темељи се на истоименом роману Џенифер Матје. Главне улоге глуме: Хадли Робинсон, Алиша Пасквал Пења, Лорен Цаи, Патрик Шварценегер, Нико Хирага и Полерова. Филм се усредсређује на 16-годишњу Вивијан, која покреће феминистички часопис како би оснажила младе жене у својој средњој школи, док се боре са насилничким понашањем, сексуалним узнемиравањем и силовањем. Приказан је 3. марта 2021. за Netflix.

## Радња
Вивијан Картер је свега доста. Сита је свог малог тексашког града и његове учмале средње школе, у којој су само играчи школског фудбалског тима грађани првог реда. Сита је бесмислених и сексистичких правила облачења која не важе за дечаке, и клиначког дрпања девојчица по ходницима, које нико не сматра довољно наопаким да би га кажњавао. Али више од свега, Вивијан је сита тога да увек игра по правилима и буде савесна и послушна.
Када случајно открије да је њена мајка била чланица панк-рок групе Riot Grrrl деведесетих, и некада давно се одважила да напусти свој мали град у потрази за нечим бољим, Вив реши да заграби у мајчину прошлост и, нашавши инспирацију у њеној кутији са успоменама из младости, прави феминистички „уради сам” часопис, који онда кришом и анонимно оставља по школи. Испрва верује да то ради само како би себи мало дала одушка и ослободила се љутње због ствари које не може да промени.

## Улоге
| Глумац             | Улога           |
| ------------------ | --------------- |
| Хадли Робинсон     | Вивијан Картер  |
| Алиша Пасквал Пења | Луси            |
| Лорен Цаи          | Клодија         |
| Нико Хирага        | Сет Акоста      |
| Патрик Шварценегер | Мичел Вилсон    |
| Ејми Полер         | Лиса Џонсон     |
| Сидни Парк         | Кира            |
| Анџелика Вошингтон | Амаја           |
| Сабрина Хаскет     | Кејтлин         |
| Џози Тота          | Си Џеј          |
| Емили Хопер        | Мег             |
| Марша Геј Харден   | директорка Шели |
| Ајк Баринхолц      | господин Дејвис |
| Џошуа Дарнел Вокер | Џеј             |
| Џозефина Лангфорд  | Ема             |
| Кларк Грег         | Џон             |
| Хелен Слејтон Хјуз | Хелен           |
| Чарли Хол          | Бредли          |
| Дарнел М. Дејви    | Блејз           |
| Купер Мазерсбо     | Дарил           |